# Liste der Bauwerke von Friedensreich Hundertwasser
Die Liste der Werke von Friedensreich Hundertwasser listet die verwirklichten Bauwerke des österreichischen Künstlers auf.
| Foto  |                 | Baujahr       | Name                                                               | Standort                                                                                  | Beschreibung | Metadaten                                                                                               |
| ----- | --------------- | ------------- | ------------------------------------------------------------------ | ----------------------------------------------------------------------------------------- | --- | --- |
| ja    | Datei hochladen | 1980–1982     | Rosenthal-Fabrik Selb · Wikidata                                   | Standort                                                                                  | | P84(Architekt): P131(Ort):Selb Region-ISO:DE-BY                                                         |
| ja    | Datei hochladen | 1982–1983     | Mierka Getreidesilo Krems                                          | Hafenstraße 79–81, 3500 Krems Standort                                                    | | P84(Architekt): P131(Ort):Krems Region-ISO:AT-3                                                         |
| ja    | Datei hochladen | 1982–1984     | Kohlenwäsche Hamm · Wikidata                                       | Standort                                                                                  | zerstört Anmerkung: Nur teilweise realisiert, im inzwischen abgerissenen hinteren Teil des heutigen Elefanten. Mit dem Atelier Martin Schwanzer                                                            | P84(Architekt): P131(Ort):Hamm Region-ISO:DE-NW                                                         |
| ja    | Datei hochladen | 1983–1985     | Hundertwasserhaus HERIS-ID: 249345 Wiener Wohnen: 1744             | Kegelgasse 36–38, 1030 Wien Standort                                                      | Anmerkung: 50 Wohnungen, 1 Arztpraxis, mit Peter Pelikan | P84(Architekt):Friedensreich Hundertwasser, Peter Pelikan, Josef Krawina P131(Ort):Wien Region-ISO:AT-9 |
| ja    | Datei hochladen | 1980–1987     | Rupertinum Salzburg (Zungenbärte) HERIS-ID: 59676 Objekt-ID: 71175 | Sigmund-Haffner-Gasse 22 Standort                                                         | Anmerkung: Zungenbärte und Baummiete. Nur teilweise realisiert. Mit Dipl.-Ing. Dr. Gerhard Garstenauer. | P84(Architekt): P131(Ort):Salzburg Region-ISO:AT-5                                                      |
| ja    | Datei hochladen | 1987–1988     | St.-Barbara-Kirche Bärnbach HERIS-ID: 50996 Objekt-ID: 56539       | Kirchengasse 1 Standort                                                                   | Anmerkung: Umgestaltung und Gesamtrenovierung, Gestaltung von 12 ökumenischen Toren der Weltreligionen. Mit Architekt Manfred Fuchsbichler                                                                 | P84(Architekt):Karl Lebwohl P131(Ort):Bärnbach Region-ISO:AT-6                                          |
| ja BW | Datei hochladen | 1987–1988     | Dorfmuseum Roiten                                                  | Standort                                                                                  | Anmerkung: Umgestaltung eines Kühlhauses in ein Museum | P84(Architekt): P131(Ort):Rappottenstein Region-ISO:AT-3                                                |
| ja    | Datei hochladen | 1988          | Textilfabrik Rueff in Muntlix und Hausnummern in Zwischenwasser    | Standort                                                                                  | Anmerkung: Fassadengestaltung, Dachbewaldung, Installation von Baummietern. Mit Schwanzer Planungsgesellschaft mbH, Wien                                                                                   | P84(Architekt):Friedensreich Hundertwasser P131(Ort):Zwischenwasser Region-ISO:AT-8                     |
| ja    | Datei hochladen | 1998          | Das Stadtcafé Ottensen · Wikidata                                  | Standort                                                                                  | in Zusammenarbeit mit Jule Beck | P84(Architekt): P131(Ort):Hamburg Region-ISO:DE-HH                                                      |
| ja    | Datei hochladen | 1989–1990     | Autobahnraststätte Bad Fischau                                     | Standort                                                                                  | Anmerkung: mit Peter Pelikan | P84(Architekt):Friedensreich Hundertwasser P131(Ort):Bad Fischau Region-ISO:AT-3                        |
| ja    | Datei hochladen | 1989–1991     | KunstHausWien                                                      | Untere Weißgerberstraße 13, 1030 Wien Standort                                            | Anmerkung: Umgestaltung der Thonetfabrik von 1892. Mit Peter Pelikan | P84(Architekt): P131(Ort):Wien Region-ISO:AT-9                                                          |
| ja    | Datei hochladen | 1990–1991     | Hundertwasser Village                                              | Kegelgasse 37–39, 1030 Wien Standort                                                      | Anmerkung: Auch Kalke Village. Mit Peter Pelikan | P84(Architekt):Friedensreich Hundertwasser P131(Ort):Wien Region-ISO:AT-9                               |
| ja    | Datei hochladen | 1988–1992     | Müllverbrennungsanlage Spittelau                                   | Spittelauer Lände 45, 1090 Wien Standort                                                  | Anmerkung: Planung: Waagner Biro – Marchart, Moebius & Partner, Wien. Fassadengestaltung mit Peter Pelikan                                                                                                 | P84(Architekt): P131(Ort):Wien Region-ISO:AT-9                                                          |
| BW    | Datei hochladen | 1992          | Countdown 21st Century Monument for TBS Tokio                      | Akasaka, Tokio, Japan Standort                                                            | Anmerkung: Beim TBS Broadcasting Center | P84(Architekt): P131(Ort):                                                                              |
| ja    | Datei hochladen | 1990–1993     | In den Wiesen · Wikidata                                           | Bad Soden am Taunus Standort                                                              | Anmerkung: Wohnanlage mit 17 Wohnungen. Mit Peter Pelikan | P84(Architekt):Friedensreich Hundertwasser P131(Ort):                                                   |
| ja    | Datei hochladen | 1991–1994     | Wohnen unterm Regenturm · Wikidata                                 | Plochingen am Neckar Standort                                                             | Anmerkung: Bauträger: Moll SFB Baubetreuungs GmbH, Gruibingen. Planung: Architektengemeinschaft Springmann + Kaltenbach, Plochingen. Entwurfs- und Genehmigungsplanung: E. Flassak, S. Tehrani, Plochingen | P84(Architekt): P131(Ort):Plochingen Region-ISO:DE-BW                                                   |
| ja    | Datei hochladen | 1992–1994     | Brunnenanlage Zwettl                                               | Standort                                                                                  | Anmerkung: Planung Peter Pelikan | P84(Architekt): P131(Ort):Zwettl-Niederösterreich Region-ISO:AT-3                                       |
| ja    | Datei hochladen | 1992–1994     | Pavillon bei der DDSG Blue Danube Ponton Wien                      | Standort                                                                                  | | P84(Architekt):Friedensreich Hundertwasser P131(Ort):Landstraße Region-ISO:AT-9                         |
| ja    | Datei hochladen | 1993–1994     | SpiralflussTrinkbrunnen I Linz: 174                                | Linz Standort                                                                             | Anmerkung: Modell und Durchführung: Hans Muhr, Bildhauer, Wien | P84(Architekt): P131(Ort):Linz Region-ISO:AT-4                                                          |
| ja    | Datei hochladen | 1988–1995     | Hundertwasser-Kindertagesstätte · Wikidata                         | Frankfurt-Heddernheim Standort                                                            | Anmerkung: mit Peter Pelikan und dem Hochbauamt Frankfurt | P84(Architekt): P131(Ort):Frankfurt am Main Region-ISO:DE-HE                                            |
| BW    | Datei hochladen | 1993–1994     | Krankenstation (Onkologie) Graz                                    | Standort                                                                                  | Anmerkung: Umgestaltung, mit Peter Pelikan | P84(Architekt): P131(Ort):                                                                              |
| ja    | Datei hochladen | 1995 umgebaut | Fahrgastschiff Vindobona, DDSG                                     |                                                                                           | Mobilie nunmehr „Hundertwasserschiff“ Anmerkung: mit Peter Pelikan. | P84(Architekt): P131(Ort):Wien Region-ISO:AT-9                                                          |
| ja    | Datei hochladen | 1994–1996     | SpiralflussTrinkbrunnen II · Wikidata                              | Ajami Cultural-Eductional Campus, Arab-Jewish Community Centre, Tel Aviv, Israel Standort | Anmerkung: Modell und Durchführung: Hans Muhr, Wien | P84(Architekt): P131(Ort):Tel Aviv-Jaffa Region-ISO:IL-TA                                               |
| ja    | Datei hochladen | 1993–1997     | Hügelwiesenland Rogner                                             | Bad Blumau Standort                                                                       | Anmerkung: mit Peter Pelikan | P84(Architekt):Friedensreich Hundertwasser P131(Ort):Bad Blumau Region-ISO:AT-6                         |
| ja BW | Datei hochladen | 1996–1997     | Kids Plaza · Wikidata                                              | Osaka, Japan Standort                                                                     | Anmerkung: Vorentwurf/Planung: Peter Pelikan | P84(Architekt):Yasui Architects & Engineers P131(Ort):Q11496851 Region-ISO:JP-27                        |
| ja    | Datei hochladen | 1996–1997     | Müllverbrennungsanlage Spittelau, Bürogebäude                      | Standort                                                                                  | Anmerkung: Umgestaltung der Fassade, FernWärmeWien | P84(Architekt): P131(Ort):Wien Region-ISO:AT-9                                                          |
| ja    | Datei hochladen | 1992–1999     | Quixote Winery · Wikidata                                          | Napa Valley, Kalifornien, USA Standort                                                    | Anmerkung: Neubau. mit Peter Pelikan | P84(Architekt): P131(Ort):Napa County Region-ISO:US-CA                                                  |
| ja    | Datei hochladen | 1999          | Hundertwasser-Toilette · Wikidata                                  | Kawakawa, Neuseeland Standort                                                             | Anmerkung: eine öffentliche Toilette | P84(Architekt):Friedensreich Hundertwasser P131(Ort):Far North District Region-ISO:NZ-NTL               |
| ja    | Datei hochladen | 1997–1999     | Gymnasium Leucorea · Wikidata                                      | Lutherstadt Wittenberg Standort                                                           | Anmerkung: Umgestaltung des Betonplattenbaus. mit Peter Pelikan (Entwurf) und Heinz M. Springmann (Ausführung)                                                                                             | P84(Architekt): P131(Ort):Lutherstadt Wittenberg Region-ISO:DE-ST                                       |
| ja    | Datei hochladen | 1998–2000     | Die Waldspirale · Wikidata                                         | Darmstadt Standort                                                                        | Anmerkung: Neubau von ca. 110 Einheiten, davon 105 Wohnungen. Planung: Heinz M. Springmann | P84(Architekt):Friedensreich Hundertwasser P131(Ort):Darmstadt Region-ISO:DE-HE                         |
| ja    | Datei hochladen | 1997–2000     | Maishima Incineration Plant · Wikidata                             | Osaka, Japan Standort                                                                     | Anmerkung: mit Peter Pelikan | P84(Architekt):Showa Sekkei, Friedensreich Hundertwasser P131(Ort):Konohana-ku Region-ISO:JP-27         |
| ja    | Datei hochladen | 1999-         | Weingut Hirn · Wikidata                                            | Bayern, Deutschland Standort                                                              | Anmerkung: Planung: Heinz M. Springmann | P84(Architekt): P131(Ort):Eisenheim Region-ISO:DE-BY                                                    |
| ja    | Datei hochladen | 2000          | Maishima Sludge Center · Wikidata                                  | Osaka, Japan Standort                                                                     | Anmerkung: mit Peter Pelikan | P84(Architekt):Friedensreich Hundertwasser P131(Ort):Konohana-ku Region-ISO:JP-27                       |
| ja    | Datei hochladen | 1998–2001     | Markthalle · Wikidata                                              | Altenrhein, Schweiz Standort                                                              | Anmerkung: mit Peter Pelikan | P84(Architekt):Peter Pelikan P131(Ort):Thal Region-ISO:CH-SG                                            |
| ja    | Datei hochladen | 1999–2001     | Bahnhof Uelzen · Wikidata                                          | Friedensreich-Hundertwasser-Platz 1, 29525 Uelzen Standort                                | Anmerkung: Planung: Peter Pelikan (Entwurf) und Heinz M. Springmann (Ausführung) | P84(Architekt): P131(Ort):Uelzen Region-ISO:DE-NI                                                       |
| ja    | Datei hochladen | 2001          | Kuppel am Kindergarten Düsseler Tor · Wikidata                     | Wülfrath, Deutschland Standort                                                            | Anmerkung: Planung: Architekt Heinz M. Springmann | P84(Architekt):Friedensreich Hundertwasser P131(Ort):Wülfrath Region-ISO:DE-NW                          |
| ja    | Datei hochladen | 1996–2003     | Österreichbrunnen in Zell am See                                   | Standort                                                                                  | | P84(Architekt): P131(Ort):Zell am See Region-ISO:AT-5                                                   |
| ja    | Datei hochladen | 2004–2005     | Grüne Zitadelle · Wikidata                                         | Magdeburg, Deutschland Standort                                                           | Anmerkung: das letzte von Friedensreich Hundertwasser entworfene Gebäude. Planung: Peter Pelikan (Entwurf) und Heinz M. Springmann (Ausführung)                                                            | P84(Architekt): P131(Ort):Magdeburg Region-ISO:DE-ST                                                    |
| ja    | Datei hochladen | 2004–2005     | Ronald McDonald Haus der McDonald’s Kinderhilfe · Wikidata         | Essen/Grugapark, Deutschland Standort                                                     | Anmerkung: Planung: Heinz M. Springmann | P84(Architekt): P131(Ort):Essen Region-ISO:DE-NW                                                        |
| ja    | Datei hochladen | 2008          | Regenbogenspirale · Wikidata                                       | Valkenburg, Niederlande Standort                                                          | Anmerkung: Planung: Heinz M. Springmann | P84(Architekt):Friedensreich Hundertwasser P131(Ort):Valkenburg aan de Geul Region-ISO:NL-LI            |
| ja    | Datei hochladen | 2000–2010     | Kuchlbauer-Turm · Wikidata                                         | Abensberg, Deutschland Standort                                                           | Anmerkung: nach Ablehnung des originalen Entwurfs durch den Denkmalschutz und gerichtlicher Klärung realisierte der Architekt Peter Pelikan eine verkleinerte Umplanung                                    | P84(Architekt):Peter Pelikan, Friedensreich Hundertwasser P131(Ort):Abensberg Region-ISO:DE-BY          |

- Karte mit allen Koordinaten:
- OSM |
- WikiMap